# 不汗黨：壞傢伙們的世界
為2017年上映的韓國犯罪動作片，由《我的PS搭檔》的導演卞成賢執導，薛耿求與任時完主演。

## 劇情概要
講述韓國組織暴力團老大韓在浩（薛耿求 飾）與過去在監獄的獄友趙賢秀（任時完 飾）互相信任與背叛的故事。

## 演員陣容

### 主要人物
- 薛耿求 飾演 韓在浩
- 任時完 飾演 趙賢秀

### 其他人物
- 金熙元 飾演 高丙甲
- 田慧振 飾演 千仁淑
- 李璟榮 飾演 高丙哲
- 文智允 飾演 永根
- 張仁燮 飾演 民哲
- 金智勳 飾演 正石
- 朴修榮 飾演 張牧師
- 南琪愛 飾演 賢洙的母親
- 崔秉默 飾演 崔船長
- 陳善圭 飾演 保安科長
- 金益泰 飾演 釜山警察廳長
- 李智勳 飾演 吳檢察官
- 洪仁 飾演 方蓋
- 崔峻榮 飾演 勇燦
- 高奉久 飾演 浩烈
- 李泰劍 飾演 高丙甲的手下
- 金世俊 飾演 高丙甲的手下
- 郭振錫 飾演 韓在浩幫派成員
- 尹永均 飾演 韓在浩幫派成員
- 李時勳 飾演 韓在浩幫派成員
- 朴光在 飾演 2米高的巨人
- 金元植 飾演 抽菸的囚犯
- 金奉祖 飾演 保安科獄警
- 朱藝恩 飾演 咖啡廳裡自拍的女子
- 李東勇 飾演 冷凍倉庫的管理員
- 梁玄敏 飾演 調查官
- 金成坤 飾演 領置品獄警
- 李奎浩 飾演 囚犯
- 金大根 飾演 韓在浩幫派成員
- 羅錫民 飾演 成漢的手下
- 白千基 飾演 仁川街道警察
- 馬成民 飾演 崔船長團伙成員
- 柳大植 飾演 崔船長團伙成員
- 柳奇山 飾演 VIP包房組織成員
- 趙英智 飾演 急診室護士

### 友情出演
- 金盛吳 飾演 鄭承弼
- 申素律 飾演 Ocean貿易廣告美女1
- 金甫美 飾演 Ocean貿易廣告美女2
- 李美素 飾演 Ocean貿易廣告美女2

### 特別出演
- 許峻豪 飾演 金勝韓

## 獎項榮譽
2017年 第54屆大鐘獎
- 最佳男主角（薛耿求）
2017年 第38屆青龍電影獎
- 攝影照明獎（趙亨來、朴正佑）
2017年 第26屆釜日電影獎
- 最佳男配角（金希沅）
2017年：第37屆韩国电影评论家协会奖
- 十佳電影
- 最佳男主角 （薛耿求）
- 最佳女配角（全慧珍）
2017年：第4屆韓國電影製作人協會獎
- 男子配角獎（金希沅）
- 攝影獎（趙亨來）
- 照明獎（朴正佑）
2017年：第1屆The Seoul Awards
- 人氣獎（任時完）
2017年5月25日於第70屆坎城影展午夜單元進行首映，薛耿求、任時完、田慧振、金熙元一同出席紅毯，映後全場觀眾集體起立鼓掌長達七分鐘。

## 外部連結
- NAVER上《不汗黨：壞傢伙們的世界》的資料
- Daum上《不汗黨：壞傢伙們的世界》的資料

- 韩国电影数据库（KMDb）上《不汗黨：壞傢伙們的世界》的資料
- 互联网电影数据库（IMDb）上《不汗黨：壞傢伙們的世界》的资料（英文）
- 豆瓣电影上《不汗黨：壞傢伙們的世界》的資料 （简体中文）
- Yahoo奇摩電影上《不汗黨：壞傢伙們的世界》的資料（繁體中文）
- 開眼電影網上《不汗黨：壞傢伙們的世界》的資料（繁體中文）
- Box Office Mojo上《不汗黨：壞傢伙們的世界》的资料（英文）